# مارکلسهایم
مارکلسهایم (به فرانسوی: Marckolsheim) یک کمون در فرانسه با جمعیت ۴٬۱۸۶ نفر است که در Canton of Marckolsheim واقع شده‌است.